# Ludwig Wittgenstein
Ludwig Josef Johann Wittgenstein (ur. 26 kwietnia 1889 w Wiedniu, zm. 29 kwietnia 1951 w Cambridge) – filozof zajmujący się przede wszystkim językiem i logiką, poruszał także kwestie kluczowe dla filozofii umysłu i matematyki. Jego wczesne prace uczyniły z niego „ojca chrzestnego” neopozytywizmu, późniejsze natomiast stanowiły kluczowy wkład w badaniach nad pragmatyką.

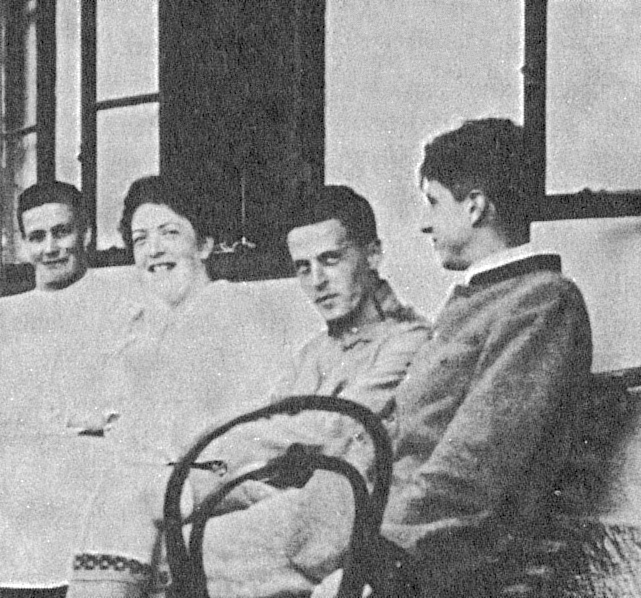
W rodzinnej wiejskiej posiadłości Hochreit w 1920. Wittgenstein siedzi między swoją siostrą, Heleną Salzer, a szwedzkim przyjacielem, Arvidem Sjögrenem

## Życiorys
Wittgensteinowie byli jedną z najbogatszych rodzin Austrii. Ojciec Ludwiga, Karl Wittgenstein, był austriackim magnatem stalowym. Ludwig, jako najmłodszy spośród ośmiorga dzieci Karla, urodził się w rodzinnym pałacu przy Alleegasse 16 (obecnie Argentinierstrasse) w Wiedniu. Karl Wittgenstein prowadził salon muzyczny, w którym bywali min. Brahms, Gustav Mahler, Clara Schumann, Richard Strauss, Bruno Walter. Ludwig został ochrzczony w kościele katolickim i otrzymał katolicki pochówek, choć między chrztem a pochówkiem nie był ani praktykującym, ani wierzącym katolikiem. Ludwig uczył się w gimnazjum w Linzu (do którego uczęszczał również Adolf Hitler), w 1906 pojechał do Berlina, by studiować mechanikę, z nadzieją na powrót do Austrii, by kontynuować naukę u Ludwiga Boltzmanna, ale stanęła temu na przeszkodzie śmierć Boltzmanna. W 1908 Wittgenstein wyjechał do Manchesteru na studia aeronautyczne. Zainteresowania matematyką skłoniły go do wyjazdu do Jeny, gdzie spotkał się z Gottlobem Fregem, który polecił mu udać się do Cambridge, by podjął pracę z Bertrandem Russellem (co też się stało w 1911).
Nawiązanie kontaktu było owocne: Russell przedstawił Wittgensteinowi frapujące problemy filozofii, a ten ostatni poddał poglądy profesora krytyce, która nie pozostała bez odzewu. Russell uważał bowiem Wittgensteina za geniusza w dziedzinie logiki i filozofii języka. Dlatego, gdy Wittgenstein w latach trzydziestych zaczął zajmować się problematyką „zwykłości”, Russell był bardzo zawiedziony; z biegiem czasu stosunki między nimi stały się co najmniej chłodne.
By móc pracować, ale również by oddalić się od „pozbawionych głębi” dyskusji filozoficznych w Cambridge, Wittgenstein wyjechał do Skjolden w Norwegii (przez jakiś czas towarzyszył mu tam G.E. Moore), dokąd później wielokrotnie wracał. Tuż przed wybuchem I wojny światowej rozdał wielką fortunę odziedziczoną po ojcu. W 1914 znacząco wspierał finansowo poetę Rainera Marię Rilkego, którego poezję cenił bardziej niż własne prace. W tym też roku zgłosił się jako ochotnik do wojska i udał się do Wiednia, skąd wyruszył na wojnę. W latach 1914–1915 przebywał w Krakowie, pełniąc służbę w 2. regimencie artylerii fortecznej. Wśród obdarowanych przez Wittgensteina stypendystów był także młody poeta, Georg Trakl. Los sprawił, że obu ich przydzielono do twierdzy Kraków. Trakl wyjechał tam pierwszy. Wkrótce w jego ślady podążył Wittgenstein, przydzielony jako kanonier do patrolowego okrętu „Goplana”, który pływał po Wiśle między Sandomierzem a Zatorem. W Krakowie Wittgenstein dowiedział się, że poeta próbował popełnić samobójstwo i jest w szpitalu, przełożył więc spotkanie, na które umówili się jeszcze w Wiedniu. Rozpoczął zwykłą żołnierską służbę. Dnie upływały mu na rajdach zwiadowczych w stronę granicy i dyżurach w kancelarii (nb. na miejscu koszar na Zabłociu, w których kwaterował, stoi dziś Krakowska Akademia im. Andrzeja Frycza Modrzewskiego).
W dzienniku, który zaczął prowadzić w dniu przyjazdu do Krakowa, tj. 8 sierpnia 1914, zapisywał swoje przemyślenia i banalne wydarzenia dnia codziennego. Utrzymywał też rozległą korespondencję, a nawet za pośrednictwem prof. Dziwulskiego dostawał przemycane zza linii frontu listy od Bertranda Russella. Dzięki dziennikowi i listom można prześledzić codzienne życie Wittgensteina podczas jego pobytu w twierdzy Kraków. Służba na Goplanie i obawy przed Rosjanami przeplatają się tam z filozoficzną refleksją i problemami logicznymi. Powoli w Wittgensteinie dojrzewało to, co później znajdzie pełny wyraz na kartach Traktatu logiczno-filozoficznego. Po kilku miesiącach przebywania w Krakowie Wittgenstein otrzymał przepustkę i na pewien okres wyjechał do Wiednia załatwić sprawy rodzinne. W tym czasie w krakowskim szpitalu garnizonowym po przedawkowaniu narkotyków zmarł G. Trakl, co bardzo filozofem wstrząsnęło, gdyż wysoko cenił jego twórczość. Po powrocie do Krakowa, dzięki pomocy pewnego oficera, który znał jego przedwojenne prace z logiki, Wittgenstein uzyskał przeniesienie do zakładów remontujących sprzęt zmechanizowany artylerii. Mógł się wreszcie wykazać swoimi umiejętnościami i wiedzą zdobytą na studiach mechanicznych w Berlinie i Manchesterze. Szybko też awansowano go na szefa kuźni w Sokalu. W listopadzie 1915 opuścił Kraków, udając się na tę placówkę.
Przebywając w Tarnowie (ówczesny zabór austriacki), zdobył w małej księgarni egzemplarz komentarza Ewangelii Lwa Tołstoja w języku niemieckim – lektura ta stała się na krótko inspiracją dla okresu mistycznego w jego filozofii, jak też ma wpływ na wyważony stosunek filozofa do religii jako takiej. Książkę Tołstoja Krótkie wyjaśnienie Ewangelii zaczął czytać 1 września 1914 i już po kilku dniach lektury odkrył, że książka ta ma dla niego szczególne znaczenie, że wpadła mu w ręce nieprzypadkowo. Opracowanie Tołstoja stało się dla niego prawdziwym objawieniem i swoistym talizmanem, który zawsze nosił przy sobie, tak iż inni żołnierze zaczęli go z czasem nazywać: „ten z Ewangelią”. W Tarnowie odsłonięto tablicę pamiątkową, informującą o tym wydarzeniu. Wiadomo, że prawdy o życiu i świecie Wittgenstein szukał raczej w książkach pisarzy aniżeli filozofów, m.in. u Lwa Tołstoja, Fiodora Dostojewskiego, Rabindranatha Tagore i innych. W 1916 roku Wittgenstein czytał Braci Karamazow autorstwa Fiodora Dostojewskiego tak często, że znał na pamięć całe fragmenty.
Wkrótce potem trafił do włoskiej niewoli. Uwolniony w 1919, przeszedł szkolenie pedagogiczne, umożliwiające podjęcie pracy nauczyciela w szkole podstawowej (uczył następnie w kilku wsiach austriackich, m.in. w Trattenbach). Podczas pracy nauczyciela krzyczał „Krautsalat!” („surówka” – tj. poszatkowana kapusta), gdy dyrektor grał na pianinie, i „Nonsens!”, gdy ksiądz odpowiadał na pytania dzieci. Jednocześnie pracował nad redakcją Traktatu logiczno-filozoficznego pisanego w wojennych okopach, który miał rozwiązać wszelkie problemy filozoficzne i ostatecznie zakończyć Wittgensteinowską przygodę z filozofią. Po wydaniu Tractatus logico-philosophicus w 1921, Wittgenstein pracował nadal jako nauczyciel (wydał Wörterbuch für Volksschulen w 1926), później jako ogrodnik przyklasztorny, by ostatecznie wrócić do Cambridge.

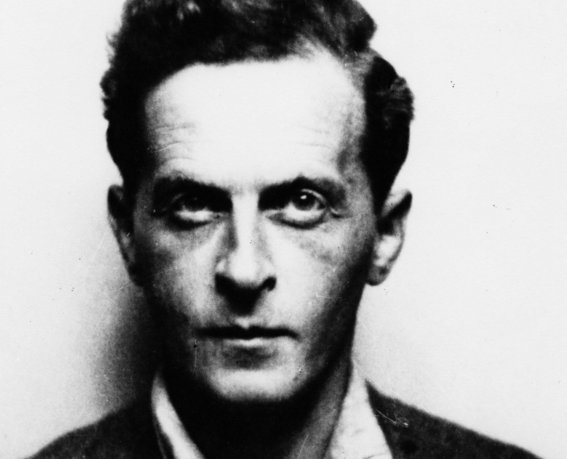
Ludwig Wittgenstein (ok. 1922)

W 1929 złożył Traktat jako rozprawę doktorską i po otrzymaniu stopnia doktora pozostał w Cambridge. Podczas tego okresu związał się z filozofem Frankiem Ramseyem, który zmarł w 1930 w wieku 26 lat. Wittgenstein mocno ukrywał swoje skłonności homoseksualne. Utrzymywał romantyczne relacje zarówno z mężczyznami, jak i kobietami. W odróżnieniu od Russella, Wittgenstein sprzeciwiał się przyznaniu kobietom prawa do głosowania i był zwolennikiem kar cielesnych. Jako nauczyciel bił nie tylko chłopców (co nie było niczym wyjątkowym w tych czasach), ale też dziewczynki. Z posady nauczyciela nie odszedł, ale został zwolniony po tym, jak uderzył pewnego chłopca tak mocno, że ten stracił przytomność.
Do końca życia nie udało mu się napisać niczego, z czego byłby całkowicie zadowolony. Większość jego książek, które opublikowano po jego śmierci (zwłaszcza Niebieski i Brązowy zeszyt), to nieuporządkowane notatki z lat 30. i 40. Inaczej traktowane są Dociekania filozoficzne oraz praca O pewności, które zalicza się do całkiem reprezentatywne dla dojrzałej filozofii Wittgensteina.
W Cambridge pozostał, z przerwami, do 1947, utrzymując bardzo bliski kontakt z częścią swych uczniów (wśród nich m.in. Elizabeth Anscombe, Peterem Geachem i Rushem Rheesem). Po przejściu na emeryturę wyjechał do Irlandii, gdzie mieszkał w zupełnie odizolowanym wiejskim domku. Zmarł w Cambridge na raka prostaty, w domu swego lekarza. Przez całe życie cierpiał na myśli samobójcze, więc po usłyszeniu diagnozy powiedział: To bardzo dobrze. Jego ostatnimi słowami było: Powiedz im, że miałem wspaniałe życie.

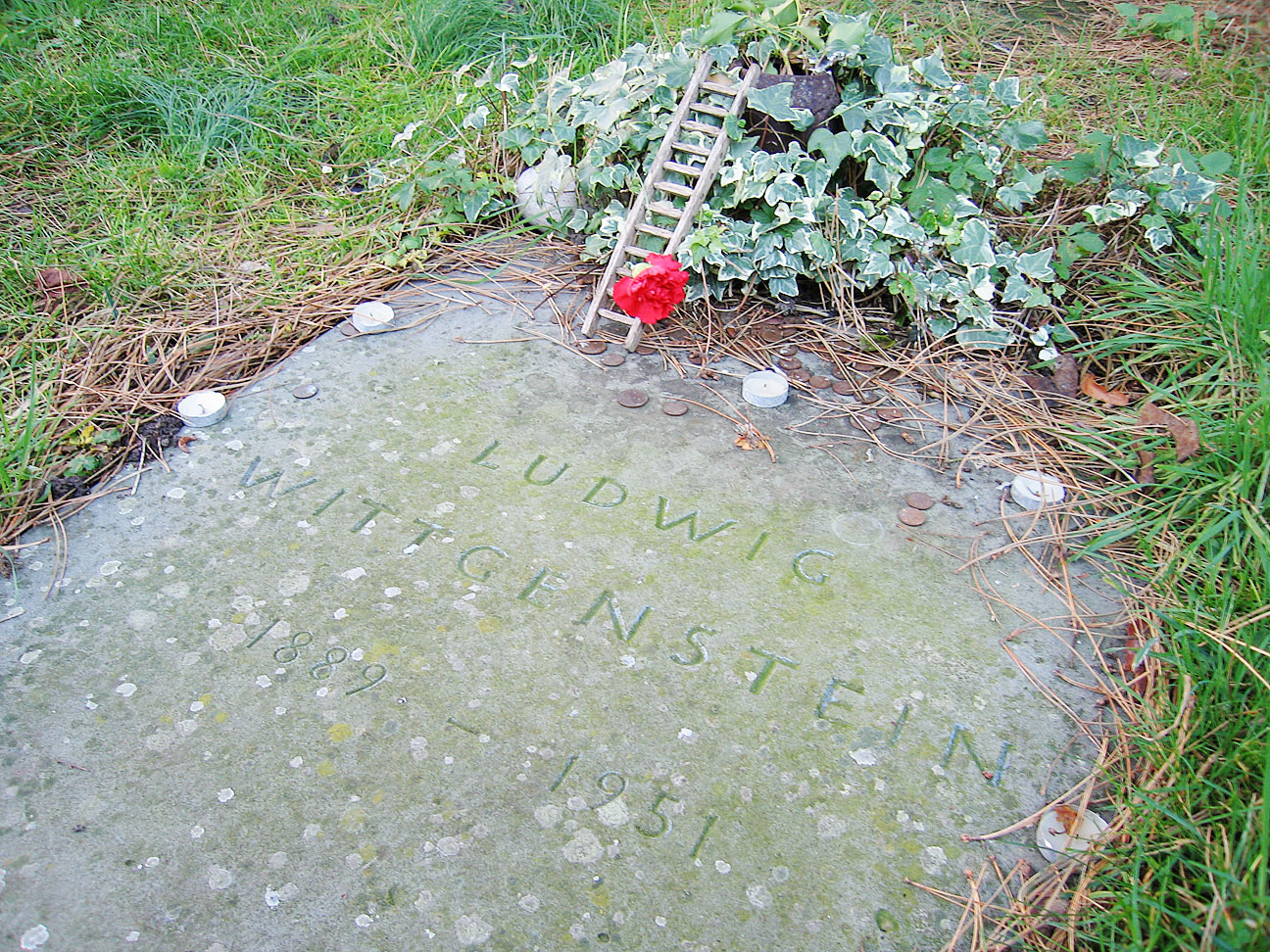
Nagrobek Ludwiga Wittgensteina na cmentarzu katolickiej parafii Wniebowstąpienia (Ascension Parish Burial Ground), Cambridge

## Tractatus logico-philosophicus

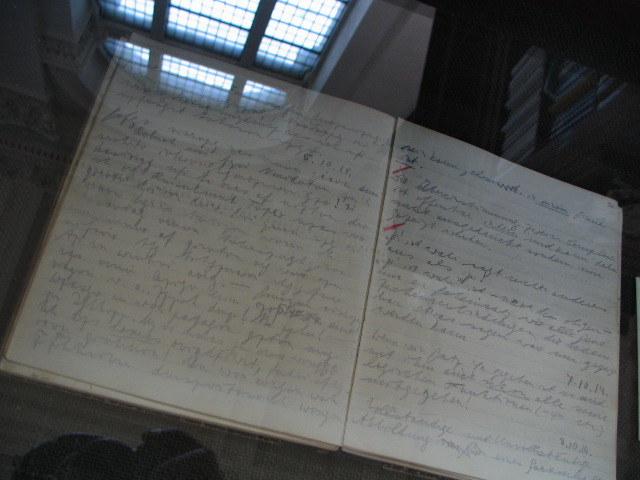
Notatki Wittgensteina, 1914, wystawione we Wren Library w Kolegium Trójcy Świętej w Cambridge

Książki, jakie Wittgenstein czytał za młodu, dotyczyły przede wszystkim sensu życia. Gdy miał 22 lata uległ fascynacji logiką matematyczną. W swojej pierwszej książce, Traktat logiczno-filozoficzny (Tractatus logico-philosophicus), przedstawił teorię związku między myślą – wyrażaną w postaci zmysłowo postrzegalnej w zdaniach – a światem, po czym stwierdził, że to, co decyduje o sensie życia, jest w języku niewyrażalne.
Książka składa się z 526 krótkich tez ponumerowanych wielopoziomowo. Tezy od 1 do 2.063 są wykładem pewnej ontologii: dotyczą świata. Tematem tez od 2.1 do 3.05 jest myśl, a od 3.1 do 6.031 język. Wielki finał książki stanowią tezy od 6.1 do 7. Te o numerach 6.1 i 6.2 wraz z komentarzami dotyczą natury logiki i matematyki, a 6.3 natury nauk przyrodniczych. Tematem tezy 6.4 i komentarzy do niej jest etyka, a tezy 6.5 z komentarzami sens świata i życia.
Wykład ontologii Traktatu otwierają tezy: „Świat jest wszystkim, co się zdarza” (1) i „To, co się zdarza – fakt – jest zachodzeniem stanów rzeczy” (2). Ta ontologia opiera się na dwóch bardzo mocnych twierdzeniach. Pierwsze, zwane wittgensteinowską wersją atomizmu logicznego, głosi, że „Świat rozpada się na fakty” (1.2), w związku z czym „Jedno może się zdarzyć lub nie zdarzyć, a wszystko inne pozostać takie samo” (1.21). Najmniejszy fragment świata, który w swoim zdarzaniu się lub nie jest niezależny od czegokolwiek innego, nazwany zostaje stanem rzeczy. Twierdzenie drugie: „Stan rzeczy jest połączeniem przedmiotów” (2.01). Przedmioty są substancją świata (2.021) w klasycznym tego słowa znaczeniu, czyli tym, z czego wszystko jest zbudowane, a co samo nie jest zbudowane z czegoś jeszcze. O przedmiotach czytamy, że są proste, a w rezultacie trwałe: nie powstają, nie zmieniają się i nie giną. Powstawanie i ginięcie polega na łączeniu się i rozłączaniu niezmiennych przedmiotów. Ogromnie ważna jest teza: „Sposób, w jaki przedmioty wiążą się w stanie rzeczy, jest strukturą stanu rzeczy” (2.032).
W Traktacie brak przykładów przedmiotów i stanów rzeczy, można więc spekulować, czy przedmiotami mają być atomy w sensie Demokryta, czy elementy wrażeń zmysłowych w rozumieniu Hume’a bądź Macha, czy może jakieś platońskie idee, pitagorejskie liczby lub coś jeszcze innego. Wittgenstein stwierdza natomiast, że każdy z przedmiotów ma pewną formę, którą definiuje jako możliwość struktury. Chodzi o to, że przedmiot może połączyć się z innymi przedmiotami na pewne sposoby, a na pewne nie może.
Nową grupę tematów wprowadza teza 2.1: „Tworzymy sobie obrazy faktów”. Każdy obraz składa się z pewnych elementów, które „mają się do siebie w określony sposób” (2.14), a to, jak się do siebie mają, jest strukturą obrazu. Każdy z elementów odnosi się do odpowiedniego przedmiotu, obraz przedstawia zatem pewną sytuację, która polega na tym, że przedmioty w świecie powiązane są tak, jak powiązane są elementy obrazu. Sytuacja, jaką obraz przedstawia, to jego sens. Jeśli sytuacja, jaką obraz przedstawia, zachodzi w świecie, to obraz jest prawdziwy, jeśli nie zachodzi, to jest fałszywy. Ale obraz przedstawia to, co przedstawia, niezależnie od swej prawdziwości czy fałszywości. Ta część rozważań kulminuje w tezie „Logicznym obrazem faktów jest myśl” (3).
Zaraz dalej zaczyna się najobszerniejsza część książki, zawierająca wittgensteinowską filozofię języka, tzw. teorię obrazowania logicznego. Zaczyna się od tezy „W zdaniu myśl wyraża się w sposób zmysłowo postrzegalny” (3.1). Myśląc sens zdania rzutujemy je na rzeczywistość (3.11). Zdanie jest logicznym obrazem sytuacji, co widać po tym, że jeśli je rozumiem, to znam sytuację, jaką ono przedstawia (4.021). Zgodnie z tym, co już powiedziano, oznacza to, że elementy zdania mają się do siebie tak, jak elementy przedstawianej sytuacji – że logiczna struktura zdania i logiczna struktura sytuacji są identyczne.
Jednak język potoczny, jakiego używamy na co dzień, jest niebywale skomplikowany, a rozumienie potocznych zdań jest oparte na bardzo licznych cichych umowach (4.002). Pełno jest w nim symboli wieloznacznych. Np. słowo „jest” pojawia się czasem jako znak równości („Warszawa jest stolicą Polski”), czasem jako znak należenia do zbioru (Warszawa jest miastem), a czasem sygnalizuje istnienie („W Warszawie jest Pałac Kultury”). Prowadzi to wszystko do niezliczonych nieporozumień, jakich pełno w filozofii (4.003). Trzeba zatem pamiętać, że „pozorna forma logiczna zdania nie musi być jego formą rzeczywistą” (4.0031). Usuwamy wieloznaczności i odsłaniamy ciche umowy rządzące budową i rozumieniem potocznych zdań, dokonując ich analizy logicznej. W Traktacie brak przykładowej analizy jakiegoś zdania, są natomiast tezy o tym, do czego by taka analiza prowadziła.
Wittgenstein twierdzi zatem, że po dokonaniu pełnej analizy logicznej zdanie rozpada się na najprostsze zdania, którym nadaje miano zdań elementarnych. Każde ze zdań elementarnych jest połączeniem znaków prostych, czyli nazw. Odniesieniami nazw są przedmioty, a sposób, w jaki nazwy są połączone, pokazuje, w jaki sposób połączone są przedmioty w stanie rzeczy. Zdanie elementarne jest zatem logicznym obrazem stanu rzeczy, owej najprostszej sytuacji, która może zdarzyć się lub nie zdarzyć niezależnie od tego, co jeszcze dzieje się w świecie. Natomiast całe zdanie jest funkcją prawdziwościową zdań elementarnych i w ten sposób „Zdanie przedstawia zachodzenie i niezachodzenie stanów rzeczy” (4.1). (Np. zdanie o formie „p lub q”, o ile słówko „lub” rozumiemy jako logiczną alternatywę, mówi, że zachodzi co najmniej jeden stan rzeczy obrazowany przez zdania elementarne p i q, a nie jest tak, aby nie zachodził żaden z nich).
„Rzeczywistość porównuje się ze zdaniem” (4.05), aby stwierdzić, czy zdanie jest prawdziwe, czy fałszywe. Co powiedziawszy, Wittgenstein po raz pierwszy pisze o tym, co na ostatniej stronie nazwie tym, co mistyczne. Zaczyna od tego, że „Ogół zdań prawdziwych stanowi całość przyrodoznawstwa” (4.11), by natychmiast dodać: „Filozofia nie jest żadną z nauk przyrodniczych” (4.111). Filozofia nie jest teorią, lecz działalnością prowadzącą do logicznego rozjaśnienia myśli (4.112). Wytycza granice tego, co da się pomyśleć – i wyrazić w zdaniach. Zaś „Przedstawiając jasno to, co wyrażalne, wskaże na to, co niewyrażalne” (4.115).
Dalej następują obszerne wywody, zajmujące prawie połowę tekstu książki, na temat ogólnej formy logicznej zdań i funkcji prawdziwościowych, zawierające też interesującą logiczną teorię prawdopodobieństwa, a także definiujące funktory prawdziwościowe za pomocą tabel (ta metoda, wprowadzona przez Wittgensteina, używana jest dziś w prawie każdym podręczniku logiki). Te partie tekstu, o charakterze bardzo formalnym, w tym omówieniu pominiemy.
Nagły zwrot dokonuje się w tezie 5.6: „Granice mego języka wskazują granice mego świata”. Wittgenstein czyni przyjazne gesty w stosunku do solipsyzmu, by zaraz stwierdzić: „Sam jestem swoim światem” (5.63) i „Podmiot nie należy do świata, lecz jest granicą świata” (5.632). Po krótkich, znów formalnych, uwagach o ogólnej formie funkcji prawdziwościowej (6), następuje wielki finał, w trakcie którego zamyka się różne drogi, na jakich próbowano powiedzieć coś filozoficznego.
Prawa logiki są tautologiami, zdaniami analitycznymi (6.1): są prawdziwe na mocy znaczeń symboli, z jakich je zbudowano. Negacją każdego z praw logiki jest sprzeczność. Tautologie są zawsze prawdziwe, a sprzeczności zawsze fałszywe, gdyż żadna z nich nie mówi nic o tym, co w świecie się zdarza, a co nie. Są one zatem bezsensowne. Bezsensowne są też równania matematyki (6.2). Zarówno tautologie, jak i równania pokazują natomiast „formalne (…) własności języka i świata” (6.12).
Teza „Badanie logiki to badanie wszelkiej prawidłowości. A poza logiką wszystko jest przypadkiem” (6.3) otwiera rozważania dotyczące nauk przyrodniczych. Pogląd, że prawa przyrody wyjaśniają zjawiska, jest nowożytnym złudzeniem (6.371). Prawa przyrody to jedynie konwencjonalny – przyjęty ze względu na wygodę – sposób opisywania świata, nic więcej.
Rozważania o etyce otwiera teza 6.4: „Wszystkie zdania mają równą wartość”, a mianowicie żadną. I dalej: „Sens świata musi leżeć poza nim. W świecie wszystko jest tak, jak jest, i dzieje się, jak się dzieje; nie ma w nim żadnej wartości – a gdyby była, to nie miałaby wartości. Jeżeli jest jakaś wartość, która ma wartość, to musi leżeć poza wszystkim, co się dzieje i przydarza” (6.41), czyli poza światem. I dlatego „Wszystkie fakty należą jedynie do zadania, nie do rozwiązania” (6.4321).
Na koniec są uwagi o problemie sensu życia i świata: „Do odpowiedzi, której nie można wyrazić, nie można też wyrazić pytania. Zagadki nie ma” (6.5). Ilekroć próbujemy wyrazić coś metafizycznego, wytwarzamy jedynie niedorzeczności: zdania, które tylko z pozoru coś pokazują i o czymś mówią. Owszem, są ludzie – Wittgenstein jednak nie informuje, o kogo chodzi – „dla których po długich wahaniach sens życia stał się jasny”, tyle że oni „nie potrafili potem powiedzieć, na czym on polega” (6.521). „Jest zaiste coś niewyrażalnego. To się uwidacznia, jest tym, co mistyczne” (6.522). Wcześniej już była mowa o tym, że „Nie to, jaki jest świat, jest tym, co mistyczne, lecz to, 'że' jest” (6.44), teraz Wittgenstein dodaje: „Rozwiązanie problemu życia rozpoznaje się po zniknięciu tego problemu” (6.521).
Czego nie da się wyrazić, tego nie da się wyrazić. Tezy Traktatu logiczno-filozoficznego też są niedorzeczne. Pozostawało stwierdzić „O czym nie można mówić, o tym trzeba milczeć” (7). To zdanie zamknęło tekst – a Wittgenstein na dziesięć lat porzucił filozofowanie.

## Okres przejściowy
Podczas gdy Wittgenstein zniknął ze środowiska filozofów, silnej inspiracji Traktatem ulegli w Cambridge Richard Braithwaite, John Wisdom i Frank Ramsey. Ramsey, który wcześniej pomógł przetłumaczyć książkę na angielski, opublikował recenzję Traktatu, która do dziś uchodzi za jedną z najlepszych prezentacji logicznych partii książki. Spotykali się, dyskutując zawarte w książce idee, od 1923. Równocześnie w Wiedniu matematyk i filozof Hans Hahn propagował idee Traktatu logiczno-filozoficznego wśród członków rodzącego się Koła Wiedeńskiego. Od 1927 filozoficzne kontakty z Wittgensteinem nawiązał nieformalny przywódca Koła, Moritz Schlick. Przez parę lat odbywały się osobliwe spotkania, w których uczestniczył, jako stenograf, Friedrich Waismann, a przez pewien czas również Herbert Feigl i Rudolf Carnap. Ten ostatni po latach wspominał:
[Wittgensteina] punkt widzenia i sposób podejścia do ludzi i problemów, nawet problemów teoretycznych, przypominały raczej podejście twórczego artysty niż naukowca; można by niemal powiedzieć, że przypominały podejście religijnego proroka czy jasnowidza. Gdy zaczynał formułować swój pogląd na jakiś szczególny problem filozoficzny, odczuwaliśmy często pojawiającą się w nim w tej właśnie chwili wewnętrzną walkę, walkę w wyniku której próbował przeniknąć z ciemności w jasność pod wpływem intensywnego i bolesnego wysiłku, który widoczny był nawet na jego pełnej wyrazu twarzy. Gdy wreszcie, często po przedłużających się ciężkich zmaganiach, odpowiedź nadchodziła, twierdzenie jego jawiło się nam niczym nowo stworzone dzieło sztuki czy boskie objawienie. (...) Nam dyskusja nad wątpliwościami i zarzutami innych wydaje się najlepszym sposobem na sprawdzenie nowej idei (...); Wittgenstein, z drugiej strony, nie tolerował krytycznej dyskusji ze strony innych gdy już, w wyniku aktu natchnienia, wgląd został uzyskany. Miałem czasem wrażenie, że celowo racjonalne i wolne od emocji podejście naukowca i podobnie wszelkie idee mające posmak „oświeceniowy” były dla Wittgensteina odrażające.
Rozmowy z Carnapem i Ramseyem uświadomiły Wittgenstenowi, że w logicznych partiach Traktatu są pewne – drobne, jak się początkowo zdawało – rysy. To i przypadkowo dość wysłuchany wykład wybitnego matematyka i filozofa matematyki, twórcy intuicjonizmu, L. E. J. Brouwera, sprawiły, że Ludwig nagle podjął przerwane niegdyś dociekania filozoficzne. Powrócił do Trinity College, Cambridge, gdzie szybko przyznano mu za Traktat stopień doktora. Podjął wtedy jedyną próbę poprawienia pęknięć w zawartym tam systemie, czego owocem stał się krótki artykuł „Kilka uwag o formie logicznej”. Wygłosił też „Wykład o etyce”, który opublikowany pośmiertnie na podstawie ocalałego maszynopisu, można traktować jako uzupełnienie i rozwinięcie mistycznych uwag Traktatu.
Krytyczne uwagi Ramseya, a bardziej jeszcze rozmowy z lewicowym włoskim ekonomistą Piero Sraffą oraz wpływ filozofii zdrowego rozsądku Moore’a (choć wkładu tego ostatniego Wittgenstein nigdy nie docenił), zaczęły zmieniać jego poglądy na temat natury języka, a w szczególności matematyki. Podjął kursowe wykłady zatytułowane po prostu „Filozofia” – i przy tym tytule pozostał do końca swojej działalności dydaktycznej. Na początku 1930 podyktował maszynistce, po niemiecku, tekst książki Philosophische Bemerkungen, której jednak nie oddał do druku. W latach 1931–1934 spisywał obszerne uwagi o języku potocznym i o matematyce, jednak powstałej wtedy Philosophische Grammatik również nie opublikował. Obie książki wydano dopiero pośmiertnie.

## Zmiana perspektywy – filozofia zwykłości
Jednak po blisko dziesięciu latach przerwy Wittgenstein wrócił na Uniwersytet Cambridge. Owocem jego późniejszej filozofii są m.in. Niebieski zeszyt, Brązowy zeszyt, Dociekania filozoficzne i O pewności. Nie można, mimo wielu sugestii ze strony komentatorów (np. P. Hacker), mówić jednak o drastycznej zmianie w całości przedsięwzięcia filozoficznego Wittgensteina – on sam przyznaje się do kilku błędów w pierwszym dziele – słuszniej jest nazwać tę ewolucję dojrzewaniem (vide nowe interpretacje J. Conanta i C. Diamond) – znaczna część pierwotnych poglądów filozofa została radykalnie zmodyfikowana. Odrzucił on wtedy atomizm logiczny – jego wady ujawniły się m.in. przy okazji analizy wypowiedzi o barwach, które mogłyby się wydawać idealnymi kandydatami na logiczne niedziałki. Wittgenstein zauważa, że wypowiedź „ten przedmiot jest czerwony” nie jest niezależnym atomem logicznym. Wynikają z niej np. zdania w rodzaju „Ten przedmiot nie jest brązowy, niebieski itd.”. Wiązało się z tym odrzucenie izomorfizmu między strukturą zdania a strukturą świata: zdanie-obraz (Bild-Satz) straciło pozycję paradygmatyczną w języku.
W okresie tym Wittgenstein nie publikował, zaś jego późniejsze dzieła, relacjonujące twórczość drugiego okresu, dostępne są przede wszystkim jako nieuporządkowane zapiski, których wydanie i układ zawdzięczamy jego spadkobiercom (R. Rheesowi, G.E.M. Anscombe i G.H. von Wrightowi); wydano też jego listy oraz notatki z wykładów spisane przez uczniów. Najbardziej wpływowym dziełem tego okresu są Dociekania filozoficzne, DF, napisane jako zbiór paragrafów, nielinearnie; filozof nie cenił sobie klasycznej formy dysertacyjnej w rozprawach tego rodzaju.
Aforyzm rozumiany jako hasło reasumujące filozofię Wittgensteina – „Nie pytaj o znaczenie, pytaj o użycie” – stał się, w wyniku rozpowszechnienia jego późniejszych idei, programem filozoficznym dla wielu przedstawicieli filozofii analitycznej na całym świecie (vide J. O. Urmson, Philosophical Analysis, Oxford, Clarendon Press, 1956). Zdanie to nie znajduje się jako takie u Wittgensteina; w § 340 DF czytamy jednak, że aby poznać funkcjonowanie danego słowa, należy przyjrzeć się temu, jak ono jest używane.
W ten i inne sposoby Wittgenstein demaskował pozorność problemów filozoficznych. Traktował je jak choroby, z których należy się wyleczyć: „Filozof zajmuje się problemem jak lekarz chorobą” (Der Philosoph behandelt eine Frage; wie eine Krankheit), L. Wittgenstein, Dociekania filozoficzne, § 255. Twierdził, że nie ma tajemniczego bytu zwanego „znaczeniem” w sensie filozoficznym, język jest bowiem techniką, która daje nam możliwość komunikacji; by wiedzieć, co znaczą słowa, trzeba być w posiadaniu tejże techniki oraz patrzeć na kontekst, w jakim są one przekazane. Wittgenstein nie przywiązywał wagi do problemów klasycznych w filozofii, ponieważ większość z nich znika, gdy próbujemy je precyzyjnie wyrazić.
Badanie języka codziennego uświadamia, zdaniem Wittgensteina, jak wiele problemów wynika jedynie z niewłaściwego użycia pewnych pojęć, z pomyłek w „grach językowych”. Co może znaczyć zdanie takie jak „uczucia są prywatne”? Nadajemy tu jakieś wyjątkowe znaczenie słowu „prywatne”, ignorując to, że słowo „uczucie” zawiera w sobie pewną prywatność, a fakt, że mówimy o uczuciach, znaczy, że widocznie mamy o czym mówić i że owa „prywatność” nie oznacza żadnej tajemniczej własności tychże. Problem prywatności, którą widzi jako twór po części mityczny, wynikający z ignorancji roli wspólnoty w kształtowaniu się języka u każdego z nas, jego „argument języka prywatnego”, uznany jest za rodzaj obalenia kartezjańskiej wizji pewności zbudowanej na introspekcji. „Nic tu nie jest ukryte”, mówi jeden z najsławniejszych cytatów z Wittgensteina (Es ist ja nichts versteckt, DF, § 435).

## Inne wątki filozoficzne

### Etyka
Wittgenstein już w Traktacie wyraził swój podstawowy pogląd dotyczący etyki i estetyki – są one według niego tożsame i transcendentalne, tzn. nie orzekają niczego o zewnętrznej rzeczywistości. Wartości, według Traktatu, leżą poza światem, do niego mogą się przedostać tylko za pośrednictwem podmiotu. Nie są przy tym wyrazem jego emocji, gdyż emocje są częścią podmiotu pojętego empirycznie, czyli na sposób psychologii. Ich źródło, a zatem i źródło etyki transcenduje język, nie ma zatem sensu pytanie o ich pochodzenie. Temat specyfiki etyki i estetyki, jako wyrażających się poprzez język, ale nie bezpośrednio w języku, był omawiany w wykładzie wygłoszonym przez filozofa prawdopodobnie w latach 1929–1930 (zob. A Lecture on Ethics, „Philosophical Review”, vol. LXXIV, styczeń 1965; Wykłady o religii i etyce, Wydawnictwo Znak, Kraków 1995), gdzie krytykuje on po części Principia Ethica G.E. Moore’a, wskazując na to, jak niebezpiecznie jest szafować ogólnymi formułami, jak wielkim problemem jest w ogóle rozważanie problemów etyki. Wittgenstein zaprasza do uważnego przyglądania się słowom, konkretnym sytuacjom, nie proponując przy tym żadnych gotowych zaleceń. Inne uwagi na ten temat pojawiają się m.in. w notatkach wokoło Złotej gałęzi Frazera.

### Estetyka
Estetyka, w nieco innym znaczeniu niż to zwykle jest rozumiane, zajmowała Wittgensteina nie tylko z punktu widzenia sądów estetycznych, ale również uwag na temat kolorów, inspirowanych, m.in. przez Goethego. Pierwsze uwagi na jej temat znajdują się w Traktacie, gdzie utożsamiona jest z etyką (TLP, 6.421).
Uwagi Wittgensteina na temat estetyki jako takiej, wypowiedziane latem 1938 roku, zostały wydane w 1966 roku. Twierdzi on m.in., że uczymy się użycia wyrażeń oceniających z zakresu estetyki jako dzieci, zwykle w reakcji na pożywienie, i skupiamy się wtedy nie na samych słowach, ale na kontekście, w którym zostały one wypowiedziane. Samo słowo (‘dobre’, ‘ładne’ itp.) jest nieistotne dla wyrażenia tego, co chcemy przekazać. By wyrazić czym jest uznanie (estetyczne), trzeba by, zdaniem Wittgensteina, opisać wszystkie okoliczności, które mu towarzyszą; jest to niemożliwe poza konkretnym kontekstem.
Można by uważać, że estetyka jest nauką, która mówi nam, co jest piękne – jest to prawie zbyt śmieszne, by mogło być wypowiedziane. Wyobrażam sobie, że musiałaby ona także zawierać informacje na temat tego, smak jakiej kawy jest przyjemny.

### Pewność
Ostatni zbiór notatek Wittgensteina dotyczył problemu pewności. Tu również odnajdujemy G.E. Moore’a jako główne źródło inspiracji. Dowód, jaki ten ostatni wskazał na istnienie świata zewnętrznego, zadziwił Wittgensteina swą naiwnością, i austriacki filozof, przy pomocy serii przykładów i pytań, wskazał raz jeszcze na związek fundamentalny, choć różnorodny w formie, języka i świata, którego niezrozumienie prowadzi do powstawania fałszywych problemów filozoficznych. O pewności (On Certainty lub Über Gewissheit) wzbudziło zainteresowanie ze strony filozofów pracujących nad pragmatyką.

## Nauczanie i wpływy
Wittgenstein wywarł wielki wpływ zarówno na rozwój filozofii i jej kształt w swoich czasach, jak i na rozwój naukowy wielu bliskich mu osób, filozofów i nie tylko. Jego prace zainspirowały program Koła Wiedeńskiego, choć on sam nigdy nie był jego członkiem, a nawet wypowiadał się negatywnie o jego programie.
Wielu swoim uczniom i doktorantom odradzał uprawianie filozofii, czym przyczynił się do ich kryzysów poznawczych, połączonych wręcz z załamaniami nerwowymi. Wielu osobom wyzwolenie się spod tego wpływu zajęło całe lata i często wiązało się z opuszczeniem środowisk akademickich, w których działał Wittgenstein. Był człowiekiem o bardzo silnej osobowości. Swoje poglądy wyrażał głównie w wykładach i dyskusjach, często pozbawionych kurtuazji właściwej ówczesnej Wielkiej Brytanii. Jedna z tych rozmów, z Karlem Popperem, stała się dla Davida Edmondsa i dla Johna Edinowa pretekstem do napisania książki popularnonaukowej pt. Pogrzebacz Wittgensteina (Wittgenstein’s Poker, Ecco, HarperCollins, 2001).

## Publikacje

### Najważniejsze dzieła w porządku powstawania
- Tagebücher 1914–1916 / Notebooks 1914–1916, Oxford: Blackwell 1961. Dzienniki 1914–1916, Marcin Poręba (tłum.), Warszawa, Spacja 1999. (W książce też „Uwagi o logice” z 1913, „Uwagi podyktowane G. E. Moore’owi w Norwegii” z 1914 i fragmenty listów do Russella z lat 1912–1920).
- Tractatus logico-philosophicus, London: Routledge & Kegan Paul 1922. Tractatus logico-philosophicus. Bogusław Wolniewicz (tłum.). Warszawa, PWN, 1970; wyd. 2 zm. Warszawa, WN PWN, 1997.
- „Some Remarks on Logical Form”, Proceedings of the Aristotelian Society, 9 (Supplemental), 1929, s. 162–171. „Kilka uwag o formie logicznej”, Maciej Świerczyński (tłum.). Przegląd Filozoficzny – Nowa Seria, nr 1, 1997.
- „A Lecture on Ethics” (1929). „Wykład o etyce”, Wojciech Sady (tłum.), w: L. Wittgenstein, Uwagi o religii i etyce, Kraków: Znak 1995, s. 75–85.
- Philosophical Remarks, Oxford: Blackwell 1964.
- Philosophical Grammar, Oxford: Blackwell 1974.
- „Bemerkungen über Frazers 'The Golden Bough'” (1931–1936), Synthese, 17: 233–253. Uwagi o Złotej gałęzi Frazera. Orzechowski, Andrzej (tłum.). Warszawa, Instytut Kultury, 1998.
- The Blue and Brown Books (1933–1935), Oxford: Blackwell 1958. Niebieski i brązowy zeszyt, Adam Lipszyc i Łukasz Sommer (tłum.). Warszawa, Spacja, 1998.
- Philosophische Untersuchungen / Philosophical Investigations. 1953. Dociekania filozoficzne. Wolniewicz, Bogusław (tłum.). Warszawa, PWN, 1972; wyd. 2 zm. Warszawa, WN PWN, 2000.
- Bemerkungen über die Grundlagen der Mathematik / Remarks on the Foundations of Mathematics (1935–1944), Oxford: Blackwell 1956; wyd. rozsz. 1978. Uwagi o podstawach matematyki, Marcin Poręba (tłum.), Warszawa: KR, 2000.
- Lectures and Conversations on Aesthetics, Psychology and Religious Belief, Oxford: Blackwell 1966. „Wykłady o estetyce”, Piotr Graff (tłum.), Studia Estetyczne, 14, 131–146, 1977; „Wykłady o wierze”, Wojciech Sady (tłum.), w: Uwagi o religii i etyce, dz. cyt., 86–107.
- Remarks on the Philosophy of Psychology, vol. 1 & 2, Oxford: Blackwell 1980.
- Zettel. Oxford: Blackwell 1967. Kartki, Sława Lisiecka (tłum.), Warszawa, KR 1999.
- Last Writings on the Philosophy of Psychology, vol. 1, Oxford: Blackwell 1982, vol. 2, Oxford: Blackwell 1992.
- Philosophy of Psychology – A Fragment, w: Philosophical Investigations, 4th ed., Oxford: Wiley-Blackwell
- Bemerkungen über die Farben / Remarks on Colour, Oxford: Blackwell 1978. Uwagi o kolorach, Robert Reszke (tłum.), Warszawa: Spacja 1998.
- Über Gewißheit / On Certainty. Oxford: Blackwell 1969. O pewności, Małgorzata Sady, Wojciech Sady (tłum.). Warszawa: Aletheia 1993. O pewności, Bogdan Chwedeńczuk (tłum.), Warszawa: KR 2001.

### Teksty różne
- Ruch myśli: dzienniki 1930–1932, 1936–1937, Robert Reszke (tłum.), Warszawa: Spacja 2002.
- Vermischte Bemerkungen (1929–1951), Suhrkamp 1977 / Culture and Value, Oxford: Blackwell 1980. „Uwagi różne”, Małgorzata Kawecka, Wojciech Sady (tłum.), w: Uwagi o religii i etyce, dz. cyt., 108–206. Uwagi różne, Małgorzata Kowalewska (tłum.), Warszawa: KR 2000. (Ten sam przekład, tylko podpisany inaczej).